# San Martín del Rey Aurelio
San Martín del Rey Aurelio (en asturiano: Samartín del Rei Aurelio) es un concejo de la comunidad autónoma del Principado de Asturias (España) y una localidad de dicho concejo, capital del mismo. El concejo limita al norte con Siero, al este con Laviana y Bimenes, al oeste con Langreo y al sur con Mieres y nuevamente con Laviana. La capital está formada por tres distritos: Sotrondio, El Entrego y Blimea. 
Su topónimo hace referencia a Aurelio I de Asturias, bajo cuyo mandato el municipio fue capital nacional en el siglo VIII. Se convirtió de nuevo en municipio independiente en el siglo XIX tras segregarse cinco parroquias de Langreo en 1837. En septiembre de 2007 se aprobó la unión administrativa de sus tres principales localidades (El Entrego, Sotrondio y Blimea) en una misma ciudad, llamada San Martín del Rey Aurelio.

## Toponimia
En virtud del Decreto 3/2008, publicado en el BOPA el 23 de enero de 2008, fueron aprobadas las formas oficiales de los topónimos del concejo, pasando a ser oficiales las denominaciones en asturiano, exceptuando el nombre del propio concejo, que mantiene su forma castellana.

## Geografía
El municipio se estructura en torno a una serie de valles y cordales cuyas aguas vierten al río Nalón, que atraviesa el concejo por su parte central con una orientación Sureste-Noroeste. La zona alta del concejo se encuentra en el Paisaje protegido de las Cuencas Mineras de Asturias. La altitud media que alcanza el concejo en sus zonas llanas es de 340 metros, en contraposición de los 1000 metros de las sierras que sirven de límites. Este conjunto partiendo de La Camperona y en el sentido de las agujas del reloj, es el siguiente: el Cordal de Bimenes que se extiende desde el pico La Coroña, ubicado en La Camperona, hasta el pico El Rasu, al lado de La Casilla. Las aguas que se vierten en este cordal, separan el Concejo del de Bimenes. Luego tenemos la Cuesta La Faya que comprende desde el pico El Rasu hasta Peña Corvera, encima del Nalón. La línea de este cordal hace de límite con Laviana al norte del río Nalón. Seguimos después con la Sierra de San Mamés que va desde las inmediaciones de Sienra hasta el pico Tresconceyos, llamado así porque separa los concejos de Laviana, Mieres y San Martín del Rey Aurelio, y es la continuación hacia el Sur de la Cuesta la Faya, siendo también límite con Laviana. El próximo cordal es el de Urbiés que empieza en el pico Tresconceyos, y finaliza en el pico Las Cruces, donde coinciden los términos de Mieres, Langreo y S.M.R.A. El límite con Langreo lo forma el río Villar. Por último encontramos el cordal de Bimenes que enlaza con el Bimenes en el picu La Coroña. Estos cordales forman estrechos valles en los que se asientan los principales núcleos de población. Los más importantes son los siguientes: El Valle de San Mamés, Valle de La Cerezal, Valle de La Invernal y el Valle de Bédavo, al Sur del río Nalón. Y los valles de San Vicente, Lantero, La Magdalena, La Encarnada, L´Agüeria de Blimea, La Güeria de Carrocera por el norte.

### Geología
Desde el punto de vista geológico San Martín del Rey Aurelio, está comprendido en su mayoría dentro del terreno carbonífero del centro de Asturias, estando representados sus tres tramos, siendo el correspondiente al inferior el de mayor presencia. El carbón alterna con arenisca gris y algo de pizarras, siendo prácticamente nula la presencia de bancos de pudinga caliza. Los márgenes del río Nalón son de terreno aluvial, formado por sedimentación de arenas, barro, turba, tierra vegetal, etc, que dan lugar a vegas, aunque poco de éstas sean fértiles.

### Clima
Respecto a su clima, hay que comentar que pertenece al oceánico, como en el resto de Asturias, pero presenta ciertas peculiaridades como es un ligero descenso del índice medio de precipitaciones anuales, algunos caracteres muy atenuados del clima continental.

## Historia
Hasta 1837 la historia de San Martín es común a la de Langreo, pues formó parte de este hasta una reforma administrativa.

### Prehistoria y Edad Antigua
Los primeros hallazgos que nos muestran la presencia de vida en el concejo se encuentran en el cordal que separa el valle del Nalón del de La Hueria de Carrocera, y es un dolmen erigido en el III milenio antes de Cristo en la Campa L'Españal, entre La Casilla y La Campeta. En esta misma zona, concretamente en Los Cuetos, existen unos grabados rupestres esquemáticos, varios túmulos funerarios, así como una piedra grabada y tres estelas discoideas. Estos restos, junto con el hacha de piedra tallada procedente de La Oscura y que se conserva en el Museo Arqueológico Nacional, nos confirman la presencia de tribus en el concejo ya en la prehistoria. De final de la Edad del Bronce o comienzos de la Edad de Hierro, fue hallada en las proximidades de Sotrondio un hacha del tipo de talón con dos asas.
Los restos de castros descubiertos en el concejo y en zonas limítrofes, así como la existencia de una posible calzada romana no conservada que, proveniente del puerto de Tarna, atravesaba el concejo.

### Edades Media y Moderna

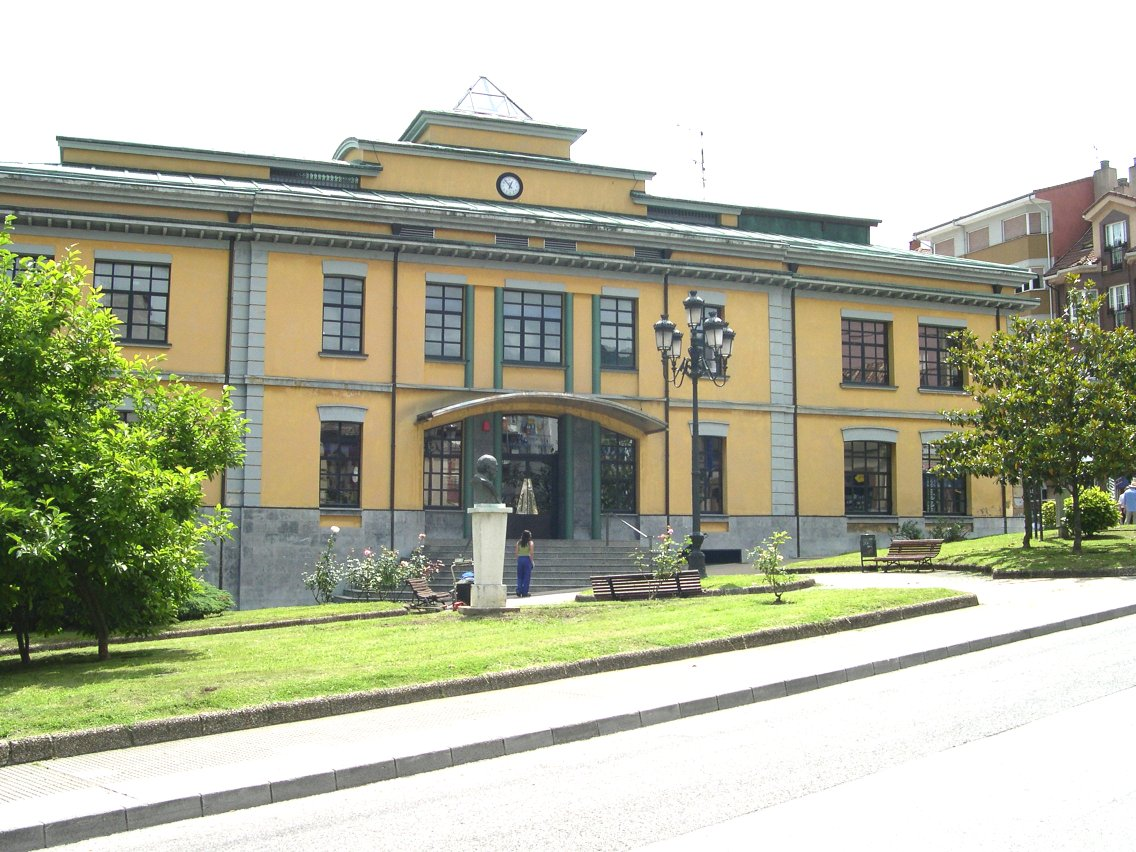
La casa consistorial, en Sotrondio

Hay que esperar a la Alta Edad Media, concretamente a la época del reino de Asturias, para encontrar nuevo testimonios, en este caso escritos, del asentamiento de personas en San Martín del Rey Aurelio, en los que el rey Aurelio, quinto monarca del reciente reino astur, trasladó la corte entre los años 768 y 774 al actual lugar de San Martín. Durante esta etapa existen en el concejo nobles denominados infanzones ligados a este territorio y que en aquellos tiempos formaba parte de Langreo.
En 1075 el rey Alfonso VI dona a la iglesia de San Salvador de Oviedo su jurisdicción de Langreo, entre la que se incluye el actual término de San Martín. Los infanzones se oponen a esta donación y pleitean con el Rey, pierde la nobleza y pasa el concejo a depender de la mitra Ovetense. Sin embargo, aquella siguió disfrutando de los terrenos emparentando más tarde con otros linajes como Bernaldo de Quirós, Jove o Miranda, quedando diversas casonas y escudos que corroboran estos hechos.

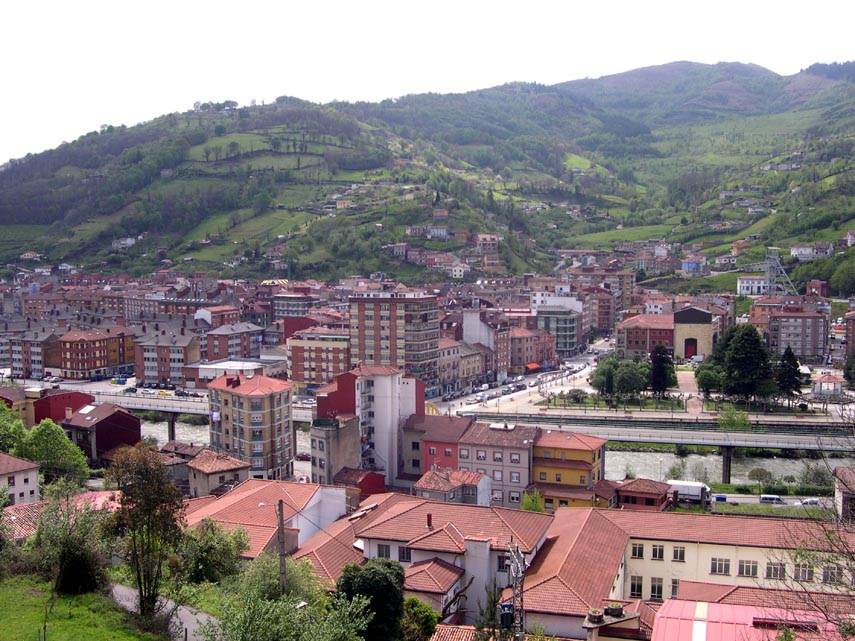
El Entrego

En el documento que recoge la "confederación en jura", realizada en el Monasterio de la Vega (Oviedo), en 1367, por varios concejos asturianos para defender la causa de Pedro I contra su hermano bastardo Enrique de Trastámara, aparece la firma de un descendiente de los infanzones, Don Pedro Peláez de Sanfrechoso. En 1388, gracias a un convenio efectuado entre el obispo de Oviedo con las gentes del Alfoz de Langreo, se les otorga un permiso para fundar una puebla regida por el fuero de Benavente, apareciendo nombrado como "San Martín del Rey Orellán". No obstante, las personas del valle siguen perteneciendo a la obispalía hasta que en 1581 compran su redención al rey Felipe II, pasando a convertirse en concejo de realengo con derecho a enviar representantes a la Junta General del Principado, en la que ocuparon el asiento número 42.

### Edad Contemporánea

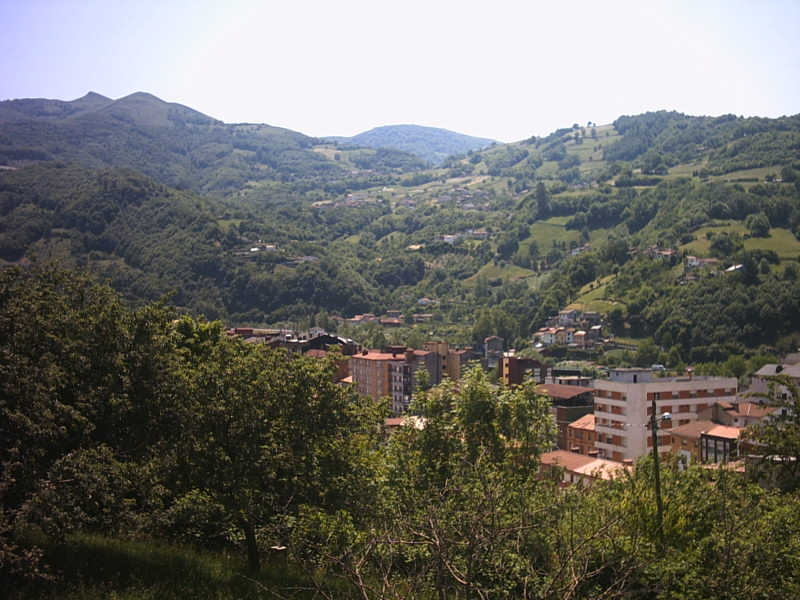
Vista de Blimea

Durante la guerra de la Independencia española de comienzos del siglo XIX, las tropas francesas queman y destruyen la casa de la familia García Bernaldo, como represalia a la muerte de uno de sus soldados. Poco después tras el pronunciamiento de Riego en 1820, al amparo de las disposiciones relativas a Municipios contenidas en la Constitución de Cádiz de 1812, los pueblos de San Martín piden y obtienen del gobierno de la Nación su independencia del concejo de Langreo, pasando a constituirse en Ayuntamiento. Sin embargo, la reacción absolutista de 1823 lo reintegra de nuevo al municipio al que secularmente había estado unido hasta que, gracias al apoyo de las tropas liberales a la reina Isabel II, se establece como concejo independiente, con capital en la localidad de Sotrondio, San Martín del Rey Aurelio. Aunque la zona de Mieres y Langreo fue centro de partidas carlistas, la zona de San Martín se mantuvo relativamente limpia de las mismas.
Paralelamente, crecen en el territorio pequeñas explotaciones mineras de hulla que convierten al municipio en uno de los principales focos mineros de Asturias, con el crecimiento constante de sus núcleos de población.
El siglo XX estuvo marcado por la profundización de importantes pozos verticales como Sorriego, Entrego, Sotón, Cerezal o Venturo. Durante la revolución de Asturias fueron asaltadas las casas cuartel de la Guardia Civil en su demarcación, pero no hubo lucha posterior, ya que la rendición de los revolucionarios se produjo antes de la llegada de las tropas del gobierno de la República. Durante la guerra civil española las tropas del bando sublevado que ocuparon la localidad durante la ofensiva de Asturias de septiembre-octubre de 1937 asesinaron a 261 personas.
La Autarquía significó el último periodo de auge de la explotación del carbón, enfrentándose en los años 1970 y 1980 a una profunda crisis de reconversión industrial.
En 2007 se aprobó el Decreto Ley que unifica las poblaciones de Sotrondio, El Entrego y Blimea en una única ciudad, San Martín del Rey Aurelio, capital del municipio, aunque estos núcleos no forman una unidad urbana continua.

## Demografía
San Martín del Rey Aurelio cuenta con una población de 15 405 habitantes (INE 2024).
| Gráfica de evolución demográfica de San Martín del Rey Aurelio entre 1842 y 2021                                    |
| |
| Población de derecho según los censos de población del INE Población de hecho según los censos de población del INE |

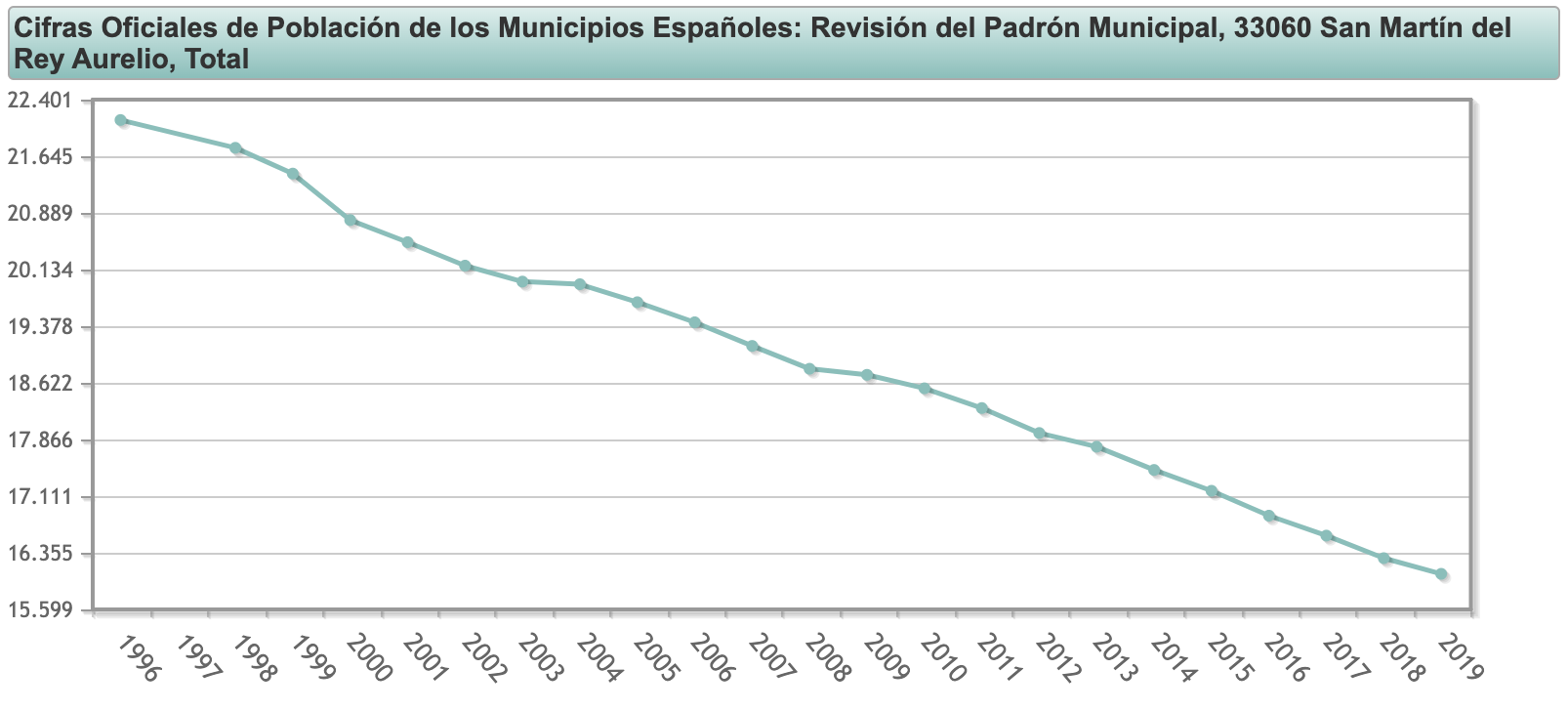
Cifras Oficiales de Población de los Municipios Españoles: Revisión del Padrón Municipal, 33060 San Martín del Rey Aurelio. Fuente: [https://www.ine.es/ INE

La población de San Martín del Rey Aurelio crece durante finales del siglo XIX y comienzos del XX gracias a que la actividad económica aumentaba y la economía agraria se transformaba en minera. Esta tendencia se invierte en estos últimos años, debido sobre todo a la crisis de la minería.
De este modo observamos como en 1837 la población del concejo es de 2155 personas que se mantiene constante hasta 1850 en el que se produce un aumento significativo, al duplicar la población gracias a la actividad minera. A medida que avanza el siglo, la población mantiene su crecimiento, siendo esta más acuciante en el último decenio, debido al aumento de la producción de carbón de esta década, y en la primera del siglo XX. Esta tendencia tuvo un parón durante la época de Primo de Rivera y la república, volviendo a tener una disposición al alza al acabar la guerra civil española, en la que se produce la mayor concentración de personas en el concejo con 28 000 en la década de los sesenta. A partir de aquí empieza a reducirse la población debido a una escalonada reducción de la actividad minera, a las sucesivas crisis económicas y también de una concepción más moderna de la familia, con una planificación a la hora de tener hijos. Hoy en día la mayoría de la población se concentra en el fondo de los valles, teniendo El Entrego, Sotrondio y Blimea el mayor número de habitantes.

## Economía

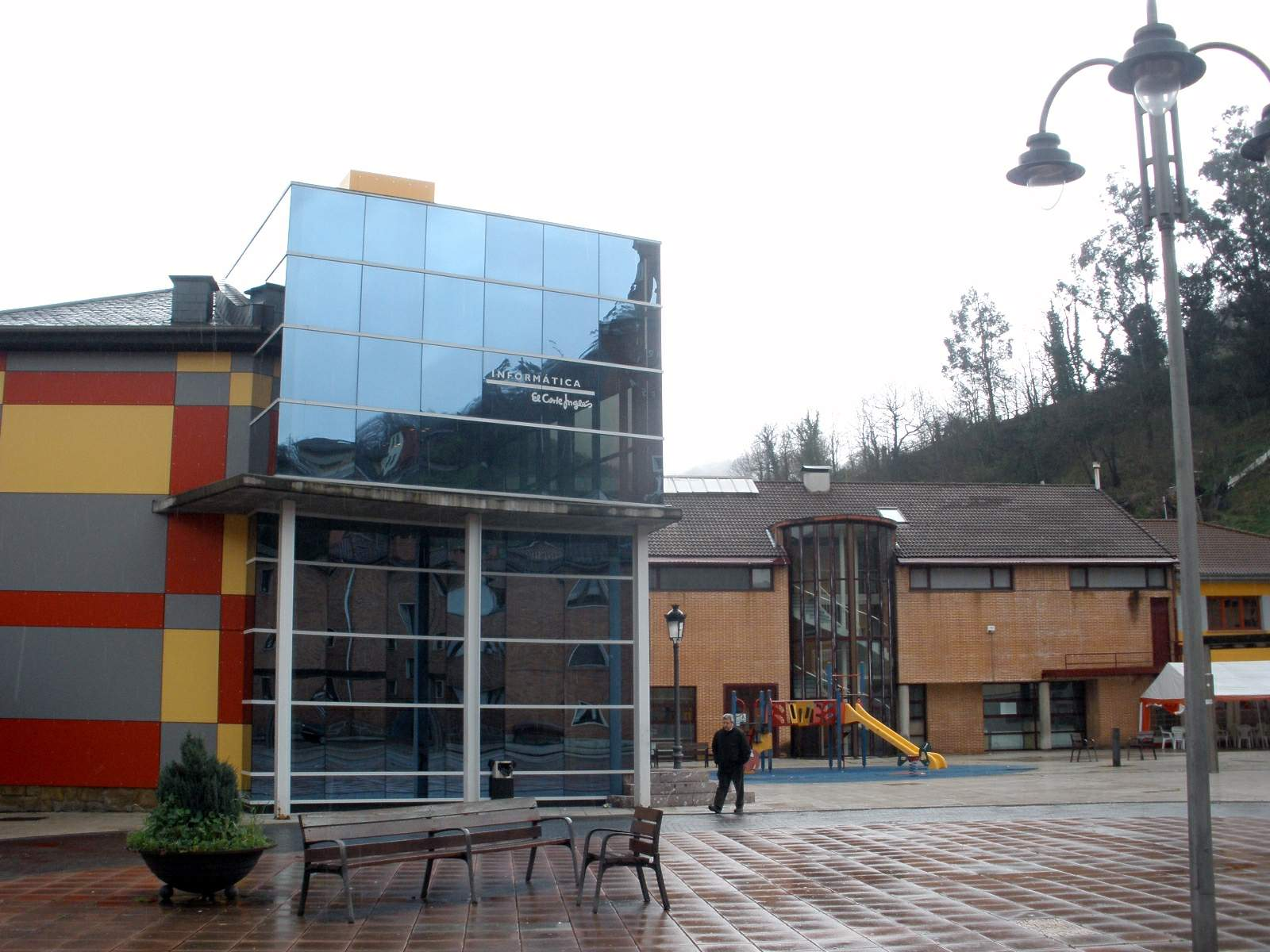
Centro de Informática de El Corte Inglés, en Blimea

Respecto a la actividad económica del concejo hay que decir que poco a poco el sector terciario de los servicios ha ido ganando terreno sobre los otros dos, especialmente del secundario, que había sido el que mayor número de empleos generaba durante buena parte del siglo pasado. 
El sector primario representa solamente a un 3,1% de los empleos, siendo la actividad ganadera la que se lleva la mayor parte. La mayoría de las explotaciones trabajan con el ganado vacuno teniendo una orientación mixta cárnica-láctea.
El sector secundario de la industria ha sufrido un grave retroceso durante estos últimos años, por culpa sobre todo de la bajada de la producción en los pozos mineros que ha hecho aumentar el número de prejubilaciones y la pérdida progresiva de puestos de trabajo. Con el cierre del Pozo Sotón, finalizó la extracción mineral en San Martín. Tan sólo restan pequeñas empresas en nuevos polígonos industriales.
Hoy en día el sector terciario es el más destacado: comercio, hostelería y algunas empresas tecnológicas en el Pozo Entrego y El Corte Inglés Informática en Blimea.

## Administración y política

### Gobierno municipal
En el concejo de San Martín del Rey Aurelio, desde 1979, el único partido que ha gobernado ha sido el PSOE. El actual alcalde es el socialista José Ramón Martín Ardines.
| Periodo   | Nombre                      | Partido | Partido                                    |
| --------- | --------------------------- | ------- | ------------------------------------------ |
| 1979-1983 | Fructuoso Rozada González   |         | Federación Socialista Asturiana (FSA-PSOE) |
| 1983-1991 | Marino Fernández Fernández  |         | Federación Socialista Asturiana (FSA-PSOE) |
| 1991-2001 | Graciano Torre González     |         | Federación Socialista Asturiana (FSA-PSOE) |
| 2001-2011 | Ignacio Fernández Vázquez   |         | Federación Socialista Asturiana (FSA-PSOE) |
| 2011-2019 | Enrique Fernández Rodríguez |         | Federación Socialista Asturiana (FSA-PSOE) |
| 2019-2022 | José Ángel Álvarez          |         | Federación Socialista Asturiana (FSA-PSOE) |
| 2023-act. | José Ramón Martín Ardines   |         | Federación Socialista Asturiana (FSA-PSOE) |

| Partido político    | Partido político                                                                | 1979   | 1983   | 1987   | 1991   | 1995   | 1999   | 2003   | 2007   | 2011   | 2015   | 2019   | 2023   |
| Partido político    | Partido político                                                                | Ediles | Ediles | Ediles | Ediles | Ediles | Ediles | Ediles | Ediles | Ediles | Ediles | Ediles | Ediles |
|                     | Federación Socialista Asturiana (FSA-PSOE)                                      | 11     | 13     | 9      | 11     | 11     | 12     | 11     | 9      | 7      | 7      | 8      | 6      |
|                     | Partido Comunista de España (PCE)-Izquierda Unida (IU)-Bloque por Asturies (BA) | 7      | 5      | 6      | 6      | 4      | 4      | 4      | 3      | 4      | 5      | 5      | 5      |
|                     | Somos-Podemos                                                                   | —      | —      | —      | —      | —      | —      | —      | —      | —      | 3      | 1      | 0      |
|                     | Alianza Popular (AP)-Partido Popular (PP)                                       | —      | 3      | 2      | 3      | 6      | 4      | 6      | 5      | 5      | 2      | 2      | 3      |
|                     | Foro Asturias (FAC)                                                             | —      | —      | —      | —      | —      | —      | —      | —      | 1      | 0      | —      | —      |
|                     | Unión de Centro Democrático (UCD)-Centro Democrático y Social (CDS)             | 3      | —      | 4      | 1      | —      | —      | —      | —      | —      | —      | —      | —      |
|                     | Unión Renovadora Asturiana (URAS)-Partíu Asturianista (PAS)                     | —      | —      | —      | —      | —      | 1      | 0      | 0      | —      | —      | —      | —      |
|                     | Agrupación de Electores de Samartín (AES)                                       | —      | —      | —      | —      | —      | —      | —      | —      | —      | —      | —      | 2      |
|                     | Arranca San Martín (ASM)                                                        | —      | —      | —      | —      | —      | —      | —      | —      | —      | —      | —      | 1      |
|                     | Ciudadanos (CS)                                                                 | —      | —      | —      | —      | —      | —      | —      | —      | —      | —      | 1      | 0      |
| Total de concejales | Total de concejales                                                             | 21     | 21     | 21     | 21     | 21     | 21     | 21     | 17     | 17     | 17     | 17     | 17     |

### Organización territorial
Según el nomenclátor de 2009, el concejo de San Martín del Rey Aurelio comprende 5 parroquias rurales:
- Blimea
- Cocañín
- San Andrés de Linares
- Rey Aurelio
- Santa Bárbara

## Cultura

### Arte

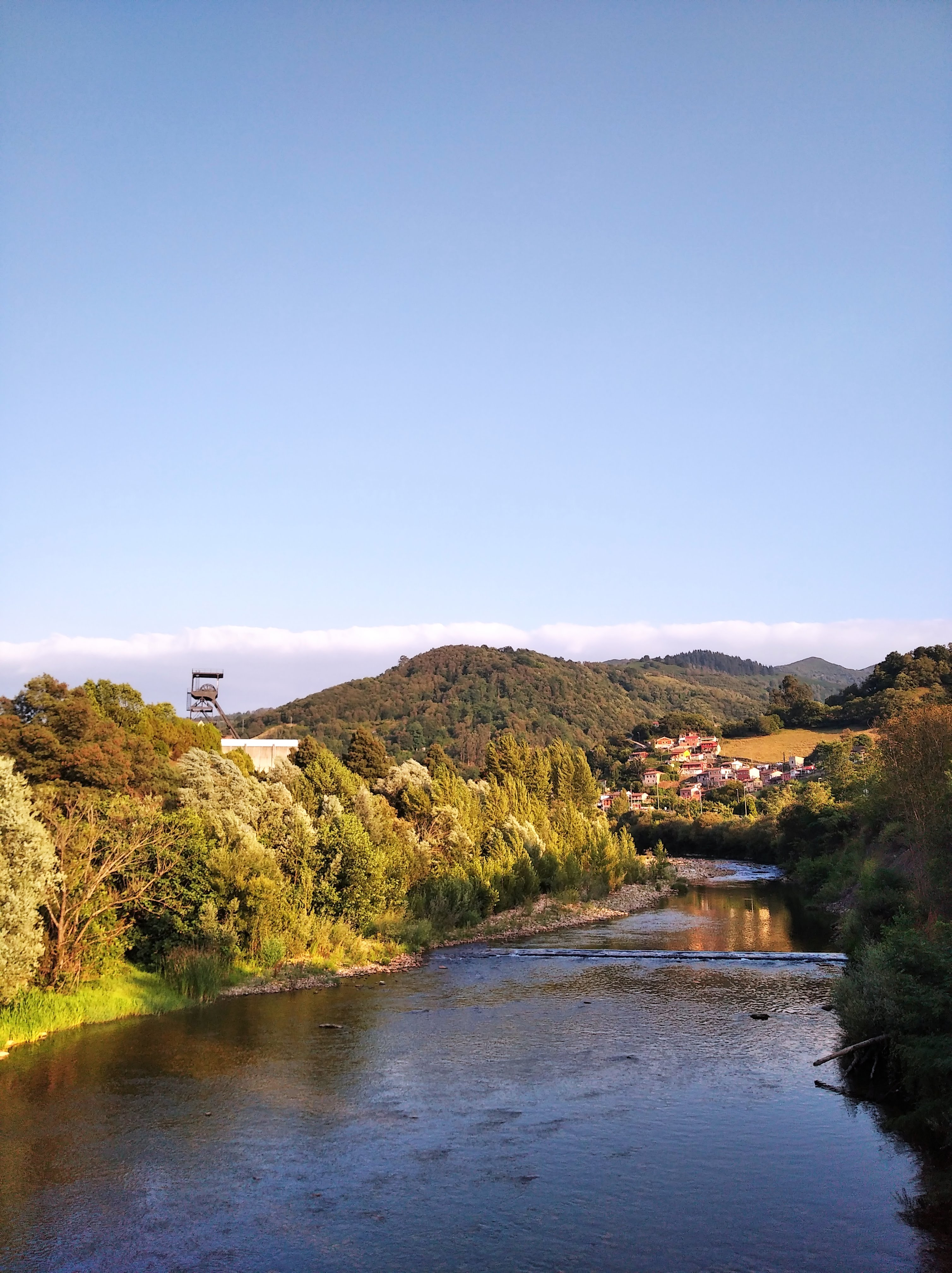
Fachada del Museo de la Minería, río Nalón y pueblo de Pumarín

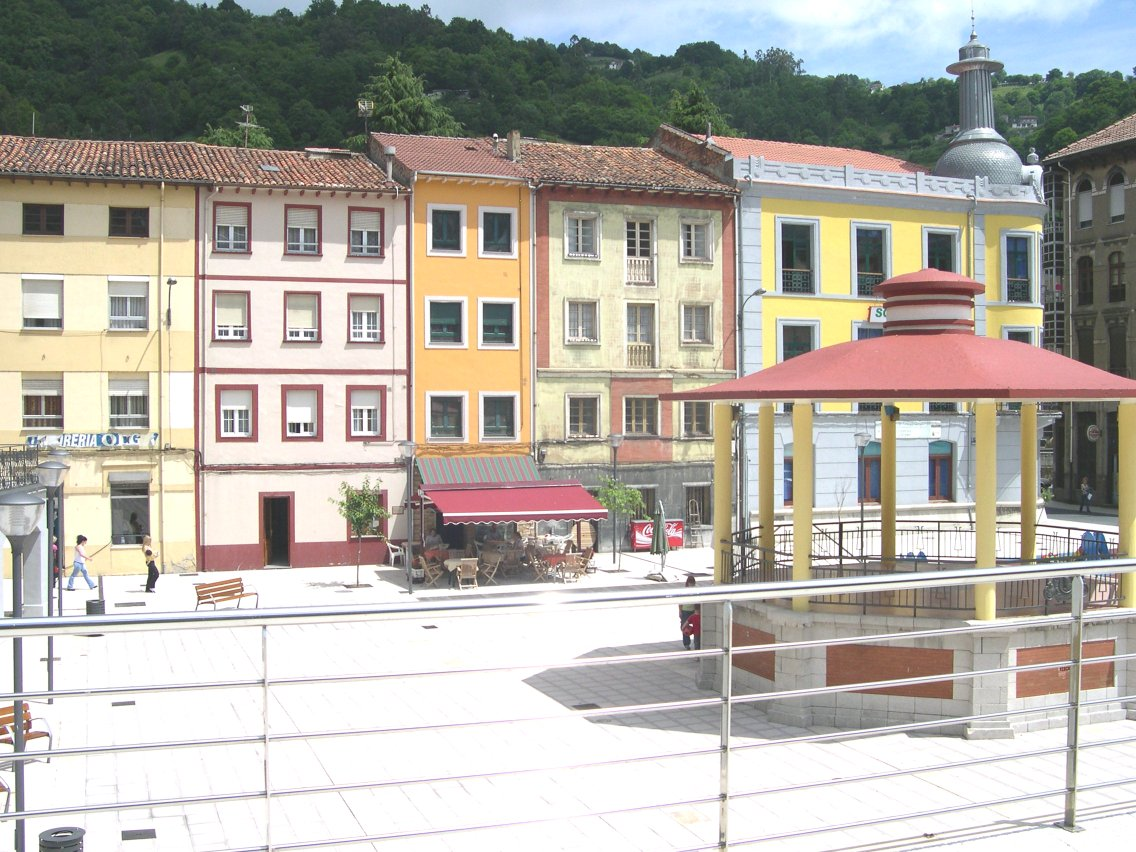
Plaza de la Villa, en Sotrondio

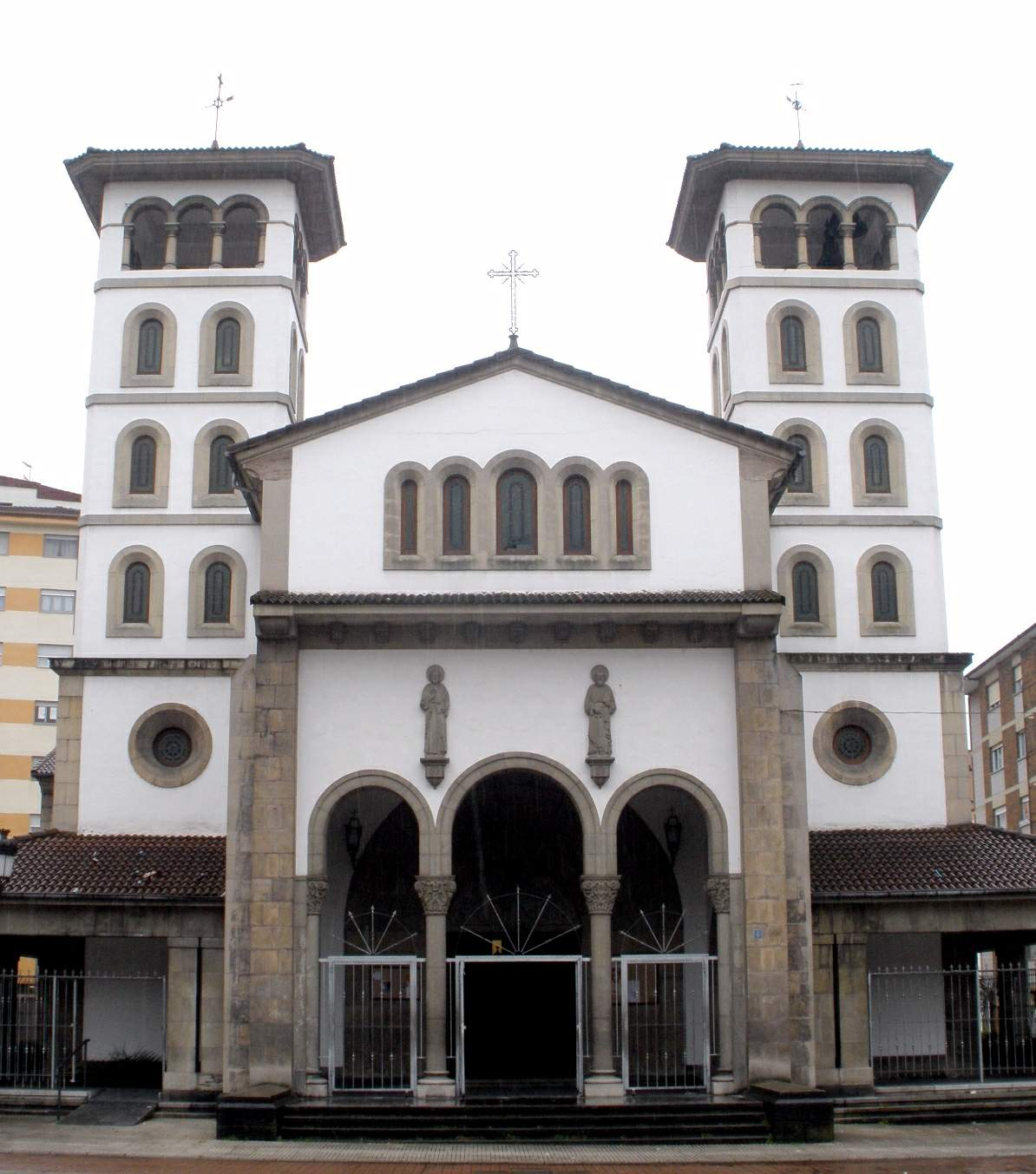
Iglesia de San Andrés, El Entrego

Entre el patrimonio de San Martín destaca especialmente el patrimonio industrial, formado por numerosas bocaminas, viviendas de obreros conocidos como cuarteles, viviendas para altos mandos como el Jardín de Santa Ana, antiguas estaciones de tren, y varios pozos mineros, como Sorriego, Entrego, Cerezal, San Mamés, San Vicente o el Pozo Sotón (Bien de Interés Cultural que permite visitar una las antiguas galerías del pozo. Cuenta también con un memorial con cientos de fallecidos en accidentes mineros. Además, el Museo de la Minería de Asturias, conocido como MUMI, fue inaugurado en 1994 y es uno de los más concurridos del Principado.
Dentro de la arquitectura religiosa, destacan la iglesia de San Martín de Tours, construida sobre una anterior de reminiscencias prerrománicas, donde se cree que se enterró al monarca que da nombre al concejo y dónde aún puede observarse un sepulcro que reza Rey Aurelio, aunque es probable que sus restos ya no estén ahí. Numerosas capillas y ermitan salpican el concejo, como capilla de la Magdalena, Lantero, Villacedré o San Roque (fechada en el siglo XVII), del mismo modo que la de San José en Peña Tejera. Las iglesias más grandes son los tres templos parroquiales de El Entrego (San Andrés), Sotrondio (San Martín) y Blima (Virgen de las Nieves), todos ellos construcciones neorrománicas. 
Su arquitectura popular y civil es bastante amplia. El palacio de la familia García Ciaño en Blimea, del siglo XVIII, cuenta con una capilla dedicada a Santa Teresa. En la Cabezada se encuentran los restos del Castillo de Campogrande conocido popularmente como el Castillo de Blimea, reconstruido en 1897 sobre uno del XIV aunque se vino abajo a finales del XX. En Blimea igualmente encontramos la Casona del Bravial que alberga el Museo de la Memoria de San Martín del Rey Aurelio (MUMEMO).
En Carrocera se encuentra la Casona Argüelles, del siglo XVIII. El conjunto lo componen una pequeña capilla y una panera. La capilla está dedicada a Santo Domingo. El edificio del ayuntamiento en Sotrondio, antiguas escuelas, cumple criterios de belleza formal. En la misma plaza se encuentra la antigua casa consistorial de factura modernista. El antiguo Teatro Virginia presenta una combinación de dos estilos, el montañés y el art-decó.
También queda representación de los antiguos molinos de agua como los de la Huerta, la Rebollá, el de la Mata, los de Sienra y el molino de Veró incluido en la ruta de los molinos.

### Lengua asturiana
| Cumplimiento                                           |
| Sí, se cumple Sí, pero no se cumple No Sin información |

### Fiestas
Entre sus fiestas destacan:

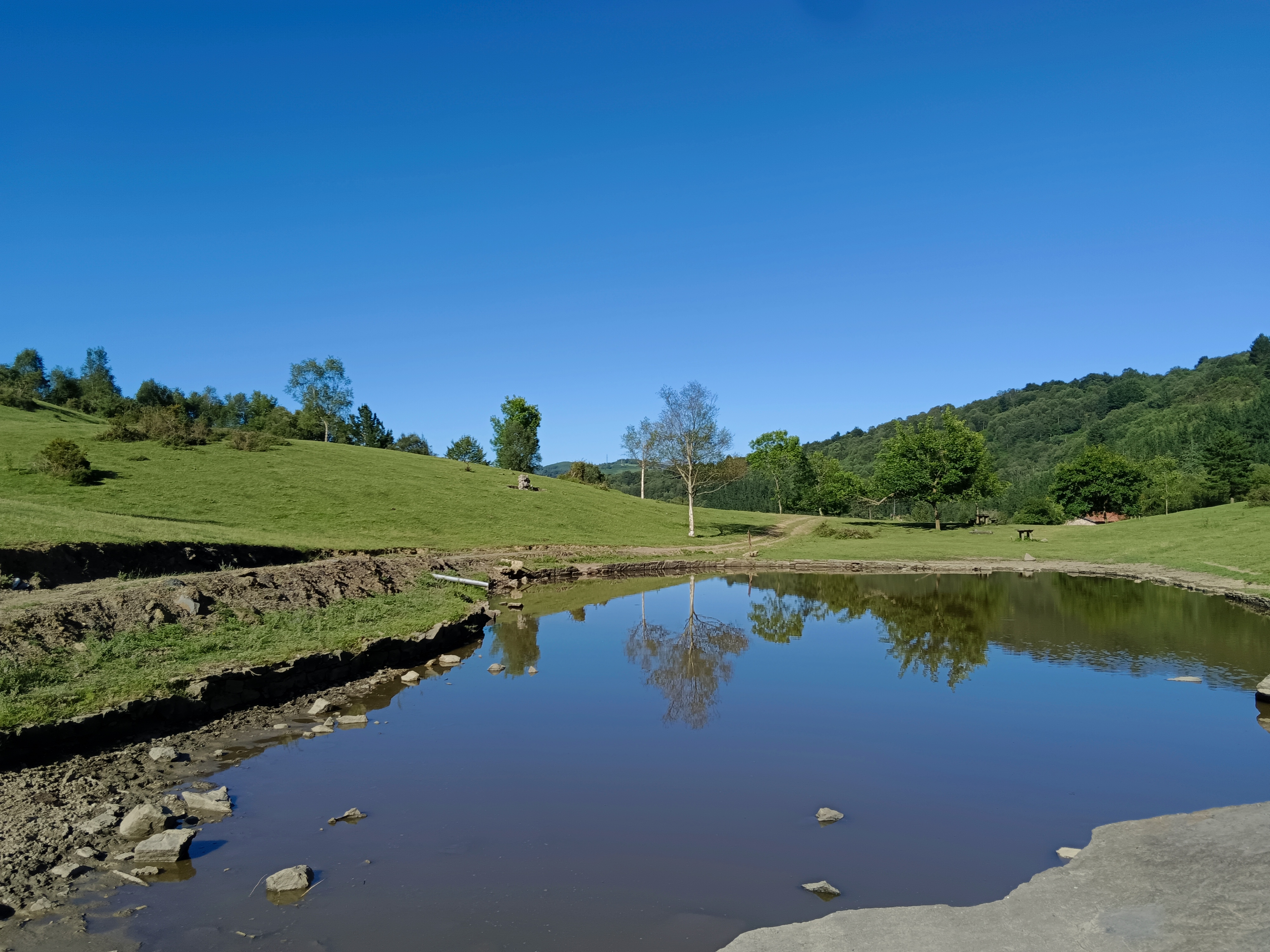
Antigua mina a cielo abierto de La Campa l'Abeduriu

- En el mes de mayo, el Descorche de la Sidra, primero en Sotrondio, y una semana después en El Entrego.
- En el mes de julio, son las fiestas de Llantero en el primer fin de semana de este mes, las fiestas de San Martín en Sotrondio y las fiestas de la Laguna en El Entrego.
- En el mes de agosto, las fiestas de San Bartolomé (el Pote) en Santa Bárbara, y las fiestas patronales de Nuestra Señora de las Nieves en Blimea.
- En el mes de septiembre, fiestas del Santo Ángel de la Guarda en L'Edrau en el primer fin de semana de este mes, o el último de agosto, y el Cristo de la Paz en Brañella. Feria de muestras y expositores de SMRA en el parque del floran en Blimea
- En el mes de noviembre, se celebras las Jornadas gastronómicas de los Nabos en Sotrondio y las de Les cebolles rellenes en El Entrego.
- En el mes de diciembre, tienen lugar las Jornadas los pimientos rellenos en Blimea.